# Juan Carlos Moreno Cabrera

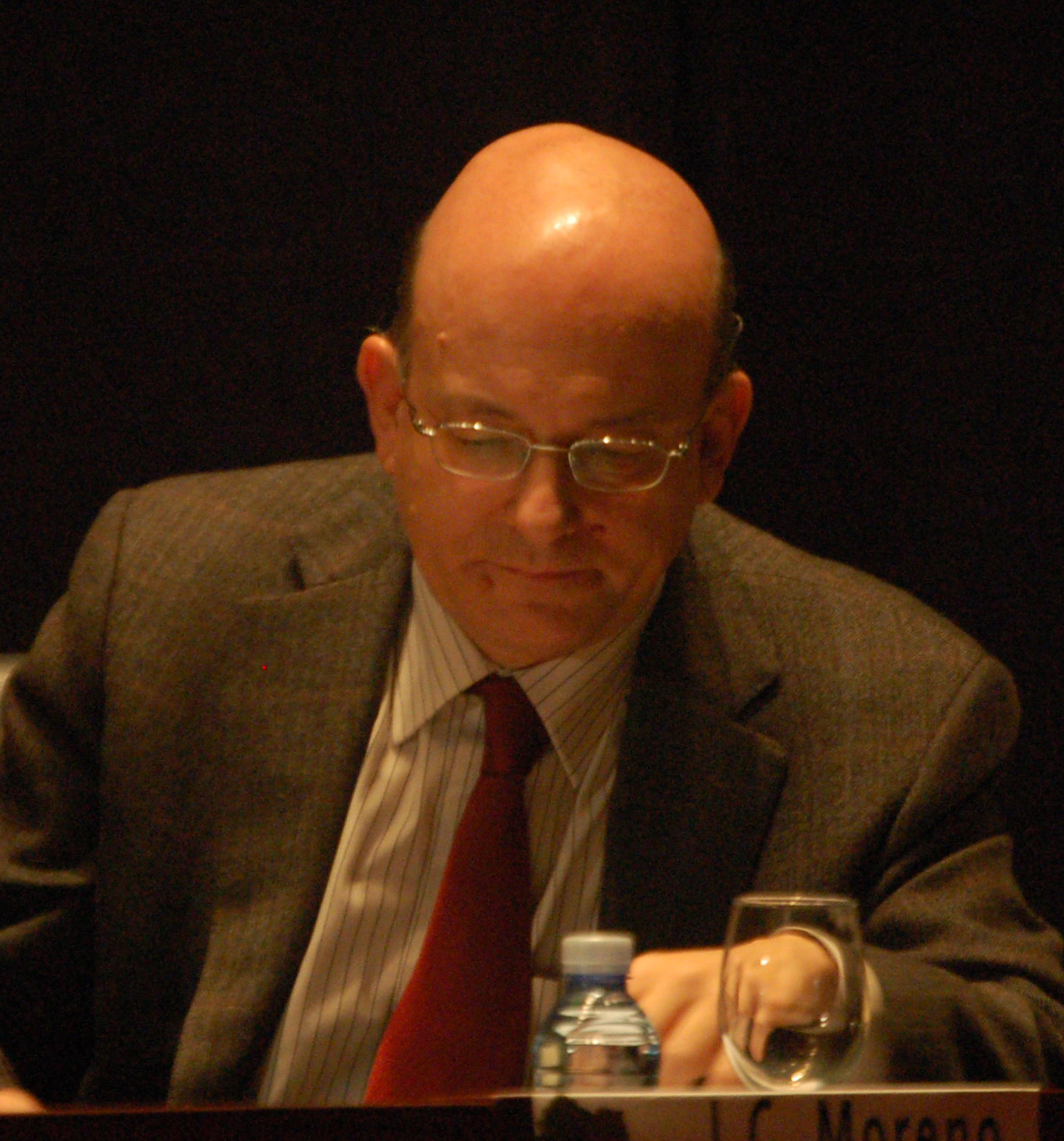
Juan Carlos Moreno Cabrera

Juan Carlos Moreno Cabrera (* 1956 in Madrid) ist ein spanischer Linguist. 
Moreno Cabrera ist seit 1993 Professor an der Autonomen Universität Madrid.
Er veröffentlichte zahlreiche Bücher: Sein Buch La dignidad e igualdad de las lenguas von 2000 richtet sich gegen die Diskriminierung von Minderheitensprachen, besonders in Spanien. In seinem Buch El nacionalismo lingüístico von 2008 kritisiert er den linguistischen Nationalismus Spaniens.